# Mangelia coarctata
Mangelia coarctata är en snäckart som först beskrevs av Forbes 1840. Enligt Catalogue of Life ingår Mangelia coarctata i släktet Mangelia och familjen kägelsnäckor, men enligt Dyntaxa är tillhörigheten istället släktet Mangelia och familjen Turridae. Arten är reproducerande i Sverige. Inga underarter finns listade i Catalogue of Life.

## Bildgalleri

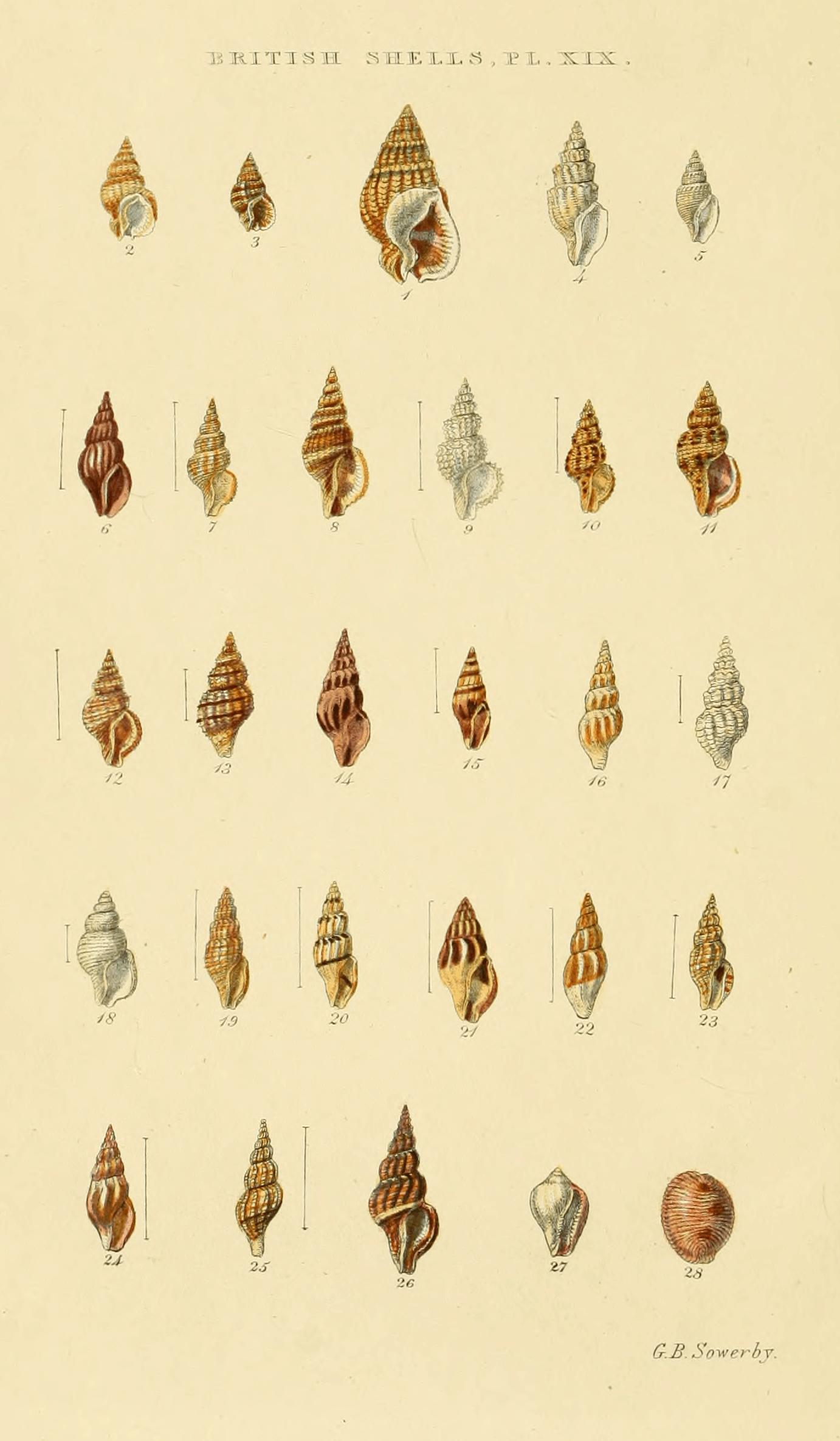